# Henry Reeve
Henry Reeve (Nova York, 4 d'abril de 1850 - Yaguaramas, 4 d'agost de 1876) va ser un general de brigada estatunidenc de l'Exèrcit Mambí de Cuba durant la Guerra dels Deu Anys (1868-1878). Anteriorment, havia tingut una modesta participació en la Guerra Civil dels Estats Units.

## Biografia
Va néixer al districte de Brooklyn el 4 d'abril de 1850, fill d'Alexander Reeve i Maddie Carroll, i va morir a Yaguaramas el 4 d'agost de 1876. Reeve tenia solament vint-i-sis anys en el moment de la seva mort i havia servit a l'Exèrcit Mambí durant set anys, havent participat en més de 400 combats contra l'exèrcit espanyol.
Essent encara un adolescent, Reeve va participar en la guerra civil del seu país d'origen com a timbaler de l'Exèrcit de la Unió. En assabentar-se de l'alçament a Cuba iniciat a La Demajagua per Carlos Manuel de Céspedes l'octubre de 1868, Reeve es va oferir voluntàriament per anar a Cuba com a expedicionari i va arribar-hi el 1869 a bord del Perrit.

## Guerra dels Deu Anys
L'expedició va ser emboscada per l'exèrcit espanyol mentre descarregava els materials i Reeve fou fet presoner amb altres homes. Els espanyols els van afusellar a tots i els van deixar sense enterrar, donant-los per morts. Reeve tenia quatre ferides de bala però va tenir suficients forces per arrossegar-se fins a ser trobat per forces independentistes cubanes.
A partir de llavors, va ser conegut entre les tropes com «Enrique el americano» i sobrenomenat «El Inglesito» pel Major General Ignacio Agramonte. Reeve va ascendir ràpidament sota el seu comandament, a canvi, Reeve va donar a Agramonte el seu sobrenom: «El Mayor». Va servir amb distinció, inicialment sota Agramonte i posteriorment sota el Major General Máximo Gómez Báez.
Sota el comandament d'Agramonte, Reeve va participar en nombroses accions, incloent el rescat del brigadier Julio Sanguily l'octubre de 1871, on Agramonte, Reeve i uns altres 34 genets van vèncer una tropa espanyola de 120 homes.
Durant una acció decisiva, Reeve es va abalançar sobre una bateria d'artilleria enemiga, aixecant la moral de l'exèrcit independentista cubà, però rebent una greu ferida a la cama. Per les seves accions, va ser ascendit al rang de general de brigada (brigadier).
Exposat a les dures condicions de la manigua i ferit a les cames, els metges van aconsellar-li que no tornés a cavalcar més. Això no obstant, Reeve va perseverar i amb l'ajuda de tirants metàl·lics va poder caminar de nou i, lligat a la muntura del cavall, va poder tornar a cavalcar. Així, va continuar liderant el famós Cos de Cavalleria Camagüey fins a la seva caiguda en combat.

### Últims anys i mort
Després de la mort d'Agramonte a Jimaguayú l'11 de maig de 1873, Reeve va subordinar al general Máximo Gómez la Cavalleria Camagüeyana. Sota el comandament de Gómez, Reeve va participar en la fallida invasió de l'Orient a l'Occident de Cuba. Estancada la invasió a la província de Matanzas l'estiu de 1876, els espanyols van aniquilar la seva petita escorta a Yaguaramas. Impedit per a cavalcar, Reeve es va disparar amb el seu revòlver un tret a la templa per a evitar ser capturat per l'enemic.

## Llegat
Henry Reeve va ser homenatjat pel govern de Cuba el 1976, en el centenari de la seva mort, amb un segell postal. En resposta a l'huracà Katrina, Cuba va reunir a 1586 dels seus metges per oferir assistència humanitària als Estats Units. L'oferta va ser rebutjada pel president George Bush, i el 19 de setembre de 2005 Fidel Castro va crear el Brigada Henry Reeve, anomenada així en honor de la seva memòria.